# Юнгородок (станція метро)
53°12′54″ пн. ш. 50°16′57″ сх. д. / 53.21500° пн. ш. 50.28250° сх. д.
«Юнгородок» (рос. Юнгородок) — станція Самарського метрополітену. Кінцева станція 1-ї лінії. Наступна за станцією «Кіровська».
Станція розташована на вулиці Залізної Дивізії, на території електродепо «Кіровське».
У первинному проекті Самарського метрополітену спорудження станції на території електродепо «Кіровське» не планувався — замість неї у прохідних авіаційного заводу повинна була з'явитися підземна станція «Крила Рад». Але прорахувавши терміни, будівельники зрозуміли, що вибиваються за допустимі часові рамки пуску першої черги. А оскільки все одно треба було будувати колії до електродепо, було вирішено організувати на його території тимчасову станцію і відкрити рух без «Крил Рад». Після її спорудження станція «Юнгородок» буде закрита.
Вихід проводиться через єдиний вихід-вестибюль, прямо до розворотного кільця трамваїв «Юнгородок».
Конструкція станції — наземна.
Оздоблення — Збірний залізобетонний дах встановлена на колонах, оздоблених червоною плиткою. Підлога — заасфальтована.
Станція з колійним розвитком — 4 стрілочних переводи, перехресний з'їзд і 2 станційна колія для відстою рухомого складу. Стрілочні переводи управляються з поста централізації електродепо ТЧ-1 «Кіровське».

## Ресурси Інтернету
- «Юнгородок» на сайті Самаратранс.info [Архівовано 24 вересня 2015 у Wayback Machine.](рос.)
- «Юнгородок» на сайті «Прогулянки по метро»(рос.)